# Sunshine Superman (альбом)
| Оценки критиков | Оценки критиков |
| Источник        | Оценка          |
| --------------- | --------------- |
| AllMusic        | [ 4 ]           |
| Independent     | [ 5 ]           |

Sunshine Superman — третий студийный альбом британского певца-исполнителя Донована. Релиз пластинки состоялся в сентябре 1966 года в США, но альбом не был выпущен в Великобритании из-за контрактных споров. Вместо этого там в июне 1967 года был издан сборник, состоявший из материалов альбомов Sunshine Superman и Mellow Yellow, но вышедший под названием Sunshine Superman. Своё название альбом получил в честь заглавной песни, которая была выпущена в июле 1966 года в США в виде сингла (большинство треков из этого и альбома Mellow Yellow не были перезаписаны в стерео-формате вплоть до 2011 года, когда в Великобритании лейблом UK EMI было выпущено двухдисковое делюкс-издание).

## История
В альбоме ясно отмечено изменение музыкального стиля Донована, которое привело к появлению первых его песен в жанре психоделической музыки. Для записи была собрана аккомпанирующая рок-группа. Инструментальная часть была расширена добавлением звука ситара и других редких инструментов. Одной из причин таких изменений стала работа тогдашнего продюсера певца — Мики Моста.
В текстах Донована всё ярче начало проявляться его умение изображать эпоху «свингующего Лондона», что давало слушателям возможность увидеть изнутри поп-сцену середины 60-х. В то время Донован был почти столь же известен, как The Beatles и Брайан Джонс, но настоящая популярность пришла к нему после релиза сингла «Sunshine Superman», занявшего первые позиции в чартах США и вторые в Великобритании. Донован стал склонен к неймдроппингу в своих песнях после двух поездок в Лос-Анджелес. Песни «The Trip» и «The Fat Angel» (написанная для «Мамы» — Касс Эллиотт) в совокупности с успехом в чартах принесли ему широкую известность. Песню «Bert’s Blues» Донован посвятил своему тогдашнему коллеге по фолк-сцене Берту Дженшу.
Контраст новому стилю Донована создавало его увлечение средневековыми темами, которое заметно в таких песнях, как «Legend of a Girl Child Linda» (написанной для девушки Брайна Джонса Линды Лоуренс) и «Guinevere».
Некоторые песни, записанные в ходе сессий к Sunshine Superman, так и не попали в альбом. Среди них были: «Museum» (позже была включена в альбом Mellow Yellow), «Superlungs My Supergirl» (позже вошла в альбом Barabajagal) и «Breezes of Patchulie» (первоначально она называлась «Darkness of My Night» и была записана ещё на демозаписи Донована 1964 года — Sixty Four). Позднее эти песни были включены в Sunshine Superman в рамках его переиздания в серии Troubadour The Definitive Collection 1964—1976.

## Список композиций

### Оригинальный альбом (США)
Слова и музыка всех песен — Донован.
| №  | Название                       | Длительность |
| -- | ------------------------------ | ------------ |
| 1. | «Sunshine Superman»            | 3:15         |
| 2. | «Legend of a Girl Child Linda» | 6:50         |
| 3. | «Three King Fishers»           | 3:16         |
| 4. | «Ferris Wheel»                 | 4:12         |
| 5. | «Bert's Blues»                 | 3:56         |

| №   | Название              | Длительность |
| --- | --------------------- | ------------ |
| 6.  | «Season of the Witch» | 4:56         |
| 7.  | «The Trip»            | 4:34         |
| 8.  | «Guinevere»           | 3:41         |
| 9.  | «The Fat Angel»       | 4:11         |
| 10. | «Celeste»             | 4:08         |

### Британская версия
Из-за юридического спора между Pye Records и Epic Record релиз альбома Донована в Великобритании задерживался на протяжении 1966 — начала 1967 годов. За это время Донован выпустил Sunshine Superman и Mellow Yellow на территории США. Чтобы догнать график Epic Records в Америке, Pye Records выпустила компиляцию из двух альбомов, оставив название  Sunshine Superman. Релиз в ВБР (Pye NPL 18181) состоялся в июне 1967 года и достиг 25 места в британском чарте.

#### Сторона 1
1. «Sunshine Superman»
2. «Legend of a Girl Child Linda»
3. «The Observation»
4. «Guinevere»
5. «Celeste»
6. «Writer in the Sun»

#### Сторона 2
1. «Season of the Witch»
2. «Hampstead Incident»
3. «Sand and Foam»
4. «Young Girl Blues»
5. «Three Kingfishers»
6. «Bert’s Blues»

(Помеченные курсивом треки ранее были включены в Mellow Yellow)

### Переиздания
- 5 октября 1990 года лейбл Epic Records переиздал американскую версию Sunshine Superman (Epic EK 26217) на компакт-диск.
- 24 октября 1994 года лейбл EMI переиздал альбом в Великобритании в рамках серии Four Donovan Originals (EMI 7243 8 30867 2 6). Four Donovan Originals представлял собою бокс-сет альбомов Донована, которые ранее не издавались в Британии. Американская версия Sunshine Superman также вошла в данный сборник.
- 7 октября 1996 года EMI переиздал американскую версию Sunshine Superman на CD (EMI CDGOLD1066).
- 12 марта 1998 года в Соединённом Королевстве лейбл Beat Goes On Records переиздал британскую версию Sunshine Superman (BG0CD 68) на CD.
- 24 мая 2005 года EMI в Британии переиздал американскую версию альбома (EMI 8735662) на CD с семью бонус-треками.

### Британское переиздание альбома 2011 года в стерео-формате
В 2011 году лейбл UK EMI переиздал 2-CD дисковой бокс-сет, который включал в себя также и оригинальный американский альбом, который тогда был впервые переиздан в формате стерео.

#### Диск 1
(Треки 1—10 американской версии полностью в стереозвучании с добавлением бонус-треков)
1. «Sunshine Superman» — 3:19
2. «Legend to a Girl Child Linda» — 6:52
3. «Three Kingfishers» — 3:19
4. «Ferris Wheel» — 4:13
5. «Bert’s Blues» — 3:59
6. «Season of the Witch» — 4:58
7. «The Trip» — 4:38
8. «Guinevere» — 3:44
9. «The Fat Angel» — 4:16
10. «Celeste» — 4:13
11. «Breezes of Patchuli» — 4:39
12. «Museum (First version)» — 2:53
13. «Superlungs (First version)» — 4:14
14. «The Land of Doesn’t Have to Be» — 2:43
15. «Sunny South Kensington» — 3:57
16. «Epistle to Dippy (Early alternative arrangement)» — 3:19
17. «Writer in the Sun» — 4:33
18. «Hampstead Incident» — 4:51
19. «Sunshine Superman» — 4:42

#### Диск 2
(Треки 1—10 британской версии полностью в стереозвучании с добавлением бонус-треков)
1. «Sunshine Superman» — 3:17
2. «Legend to a Girl Child Linda» — 6:54
3. «The Observation» — 2:25
4. «Guinevere» — 3:42
5. «Celeste» — 4:12
6. «Writer in the Sun» — 4:31
7. «Season of the Witch» — 4:59
8. «Hampstead Incident» — 4:44
9. «Sand and Foam» — 3:21
10. «Young Girl Blues» — 3:48
11. «Three Kingfishers» — 3:18
12. «Bert’s Blues» — 4:03
13. «Ferris Wheel» — 4:15
14. «The Trip» — 4:38
15. «The Fat Angel» — 4:11

## Участники записи
- Донован — вокал, гитара, орга́н
- Бобби Рэй — бас
- «Фэст» Эдди Хох[англ.] — ударные
- Шон Филлипс — ситар

На британской версии «Sunshine Superman» в треках, записанных в Англии, играли:
- Донован — вокал, акустическая гитара
- Джимми Пейдж и Эрик Форд — электрогитары
- Джон Пол Джонс - бас-гитара[11][12][13]
- Джон Кемерон[англ.] — клавишные, аранжировки
- Спайк Хитли — бас-гитара[14], контрабас[15]
- Бобби Орр — ударные
- Тони Карр — перкуссионные

## Реминисценции
В клипе к песне The Beatles «A Day in the Life» крупным планом показывается виниловый диск, играющий Sunshine Superman версии лейбла Epic Records. Клип был снят во время работы над песнями из альбома Sgt. Pepper’s Lonely Hearts Club Band.

## Кавер-версии некоторых песен
В 1968 году группа Jefferson Airplane записала кавер-версию на песню «The Fat Angel» для своего концертного альбома Bless Its Pointed Little Head. Группа Monster Magnet перепела песню «Three King Fishers» (под названием «Three Kingfishers») для своего альбома 2013 года — Last Patrol. Также они включили её концертную версию в свой альбом 2014 года — Milking the Stars: A Re-Imagining of Last Patrol.